# Thomas Doughty (upptäcktsresande)
Thomas Doughty, död 1578, var en engelsk adelsman, soldat och personlig sekreterare till Christopher Hatton. 
Han ingick i Francis Drakes expedition mot den spanska flottan 1577. Under resan utbröt en konflikt som resulterade i att Thomas Doughty ställdes inför rätta för förräderi och häxeri, dömdes skyldig i en skeppsrättegång ombord på fartyget och och avrättades. Incidenten illustrerade hur en kapten vid denna tid var ett skepps härskare med auktoritet att utöva rättsskipning. 